# Хёугесунн (стадион)
«Хёугесунн» (норв. Haugesund Stadion) — стадион в Хёугесунне, Норвегия. Вместительность стадиона составляет 8 754 человека. Домашняя арена футбольного клуба «Хёугесунн» и клуба второго дивизиона «Вард Хёугесунн».
Стадион был открыт 17 мая 1920 года, первая же трибуна была возведена к 1926 году и вмещала 500 зрителей. В 1945 году стала необходимость прокладки травяного покрытия, до этого поле представляло собой гравийную площадку.